# Israelismo británico

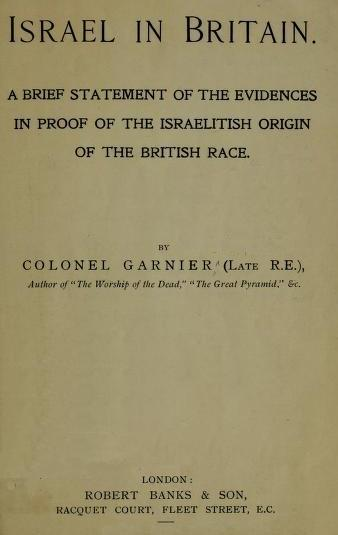
Portada de una obra que defendía las creencias del israelismo británico.

El israelismo británico o angloisraelismo es una doctrina del fundamentalismo cristiano que establece la creencia de que los anglosajones eran una de las tribus perdidas de Israel (como la de Efraím, Gn 13-19), siendo así los verdaderos elegidos por Dios en la actualidad. Entre sus bases para esta teoría estaba la idea de que anglo derivaba de la palabra 'ángel' y de que sajón, en inglés saxon, era una transliteración de Isaac’s Son o hijo de Isaac.

## Historia
El angloisraelismo surgió en Gran Bretaña entre los siglos XVIII y XIX, tuvo cierto auge mientras existió el Imperio británico, luego decayó de manera notoria, sin embargo en la actualidad existen organizaciones cristianas fundamentalistas que incorporan estas ideas a su credo. El angloisraelismo es uno de los fundamentos teóricos de los distintos movimientos fundamentalistas e integristas de los Estados Unidos, como el movimiento supremacista blanco, la identidad cristiana y similares. Los principios del israelismo británico han sido refutados con evidencias por parte de la moderna etnología,genética y lingüística.

## Personas que han seguido esta doctrina
John Sadler, Richard Brothers, John Cox Gawler, Richard Reader Harris, John Wilson, J. H. Allen, James Theodore Bent, Mabel Bent, John Pym Yeatman, Edward Wheler Bird, Edward Hine, C.A.L. Totten, Herbert Aldersmith, William H. Poole, David Davidson, Elieser Bassin, Charles Piazzi Smyth, George Jeffreys, Charles Fox Parham, Charles Marston, William Pascoe Goard, William Massey, William Aberhart, William J. Cameron, Howard Benjamin Rand, Alexander James Ferris, Wesley A. Swift, Robert Bradford, Boake Carter, Herbert W. Armstrong, Garner Ted Armstrong, Alan Campbell y Nelson McCausland.